# Belaaziorsk
Belaaziorsk (belarusiska: Белаазёрск) är en stad i Belarus. Den ligger i länet Brests voblast i den västra delen av landet, 230 km sydväst om huvudstaden Mіnsk. Belaaziorsk ligger 148 meter över havet och antalet invånare är 12 468.

## Natur och klimat
Terrängen runt Belaaziorsk är mycket platt. Närmaste större samhälle är Bjaroza, 15,0 km väster om Belaaziorsk. 
Runt Belaaziorsk är det ganska tätbefolkat, med 54 invånare per kvadratkilometer.